# フランク・フェルラート
フランク・フェルラート（Frank Verlaat、1968年3月5日 - ）は、オランダ・ハールレム出身の元同国代表サッカー選手。ポジションはDF。
フェルラートは主にオランダ、スイス、フランス、ドイツでプレーし、オーストリアで現役を引退した。また、オランダ代表として1試合に出場した。

## タイトル

### クラブ
アヤックス
- UEFAカップウィナーズカップ : 1回 (1986-87)

オセール
- クープ・ドゥ・フランス : 1回 (1993-94)

シュトゥットガルト
- DFBポカール : 1回 (1995-96)